# Pectinaria kanabinos
Pectinaria kanabinos är en ringmaskart som beskrevs av Anne D. Hutchings och Peart 2002. Pectinaria kanabinos ingår i släktet Pectinaria och familjen Pectinariidae. Inga underarter finns listade i Catalogue of Life.